# إل جي أوبتيموس 3D
إل جي أوبتيموس 3D (بالإنجليزية: LG Optimus 3D) هو هاتف ذكي من مجموعة إل جي يعمل بنظام أندرويد، تم طرحه في الأسواق في 7 يوليو 2011.

## الخصائص
- نظام التشغيل: أندرويد
- الكاميرا الأمامية: 0.3 ميجابكسل VGA
- الكاميرا الخلفية: 5 ميجابكسل
- الشاشة: إل سي دي
- الوزن: 170 غ (6.0 أونصة)
- المعالج: 1 جيجا هرتز ثنائي النواة
- الذاكرة: 512 ميجابايت
- التخزين: 8 جيجابايت